# أبو هاجر الحضرمي
غالب أحمد باقعيطي المعروف أيضًا باسم أبو هاجر الحضرمي (1986–2015)، كان شاعرًا ومنشدًا جهاديًا يمنيًا اشتهر بإنتاجه الفني لصالح جماعات جهادية مثل تنظيم القاعدة و‌تنظيم الدولة الإسلامية (داعش). قدّم أكثر من 90 نشيدًا خلال مسيرته، تميزت بمواضيعها المؤثرة واستخدام اللهجة اليمنية. قُتل في غارة جوية أمريكية على المكلا عام 2015.

## السيرة الذاتية
وُلد عام 1986 في المكلا لعائلة حضرمية من أهل المدينة. زعم أن اهتمامه بالشعر بدأ منذ الطفولة، وأنه أنشد أول نشيد له في مسجد المناهد وهو في الثالثة عشرة من عمره فقط. تزوج في سن صغيرة، وأكمل دراسته الثانوية دون متابعة التعليم العالي.
سافر أبو هاجر إلى الهند ومنها إلى سوريا عام 2007، ووصل إلى الحدود السورية-العراقية بهدف دخول العراق، لكنه قُبض عليه من قبل القوات السورية، واحتُجز وعُذب لعدة أشهر في سجن المخابرات الجوية في دمشق، ثم تم ترحيله إلى اليمن ووضعه في سجن الأمن السياسي في المكلا مع العشرات من مقاتلي تنظيم القاعدة في جزيرة العرب. شارك في خطة هروب مع السجناء وتمكن من الفرار في مايو 2011 بعد حفر نفق. خلال فترة سجنه، بايع تنظيم القاعدة.
كان أبو هاجر من رواد الأناشيد الجهادية، واشتهرت أناشيده بعوامل عدة، منها الموضوعات والإيقاعات والتأثيرات الخلفية، إضافة إلى الإنشاد باللهجة اليمنية المحلية بدلًا من اللغة العربية الفصحى. أنشد أكثر من 90 نشيدًا في أقل من 6 سنوات، وتضمنت أناشيده مدحًا لـأسامة بن لادن و‌أبو مصعب الزرقاوي و‌أبو بكر البغدادي و‌أبو محمد الجولاني.
أنشد لمجموعات مختلفة، منها تنظيم القاعدة، جبهة النصرة، أنصار الشريعة في اليمن، تنظيم الدولة الإسلامية، وغيرها. رغم انتمائه لتنظيم القاعدة في جزيرة العرب، الذي عارض تنظيم الدولة الإسلامية، فإن أناشيد الدولة الإسلامية كانت قد صدرت قبل بدء الصراع بين التنظيمين.
بعد سيطرة تنظيم القاعدة على المكلا في 2 أبريل 2015، ظهر أبو هاجر علنًا لأول مرة. قُتل في غارة جوية أمريكية على المكلا في 10 يوليو 2015، استهدفت أعضاء بارزين في تنظيم القاعدة. أُقيمت جنازته في منزله بالمكلا.
أصدرت مؤسسة الملاحم الإعلامية فيلمًا وثائقيًا عن حياته. بعد وفاته، دارت نقاشات حول ولائه، حيث زعم أعضاء في القاعدة والدولة الإسلامية أنه كان مواليًا لتنظيمهم.